# 川路紳治
川路 紳治（かわじ しんじ、1932年1月11日 - 2023年3月27日） は、日本の物性物理学者。学習院大学名誉教授。量子ホール効果を発見し、日本学士院賞等を受賞した。川路聖謨の曾孫。

## 人物・経歴
北海道出身。旧帯広中学校（現北海道帯広柏葉高等学校）卒業後、旧制北海道大学予科を経て、1953年北海道大学理学部卒業。漕艇部出身。1958年北海道大学大学院理学研究科物理学専攻博士課程修了、理学博士。指導教官は古市二郎だが、北海道大学触媒研究所で半導体を学んだ。
1959年学習院大学理学部物理学科講師。1960年助教授。1963年マサチューセッツ工科大学研究員。1968年学習院大学理学部物理学科教授。1985年学習院大学学生部長。1998年学習院大学理学部長。2002年定年退職、学習院大学名誉教授。弱磁場における負磁気抵抗や強磁場における量子ホール効果を発見した。

## 親族
川路聖謨の三男新吉郎の孫にあたる。2002年に「川路聖謨・高子史料」を学習院大学史料館に寄贈。

## 受賞
- 1977年	安倍賞（学術賞）[3]
- 1984年	仁科記念賞[3]
- 1992年 東レ科学技術賞[3]
- 1994年	紫綬褒章[3]
- 2003年	勲三等旭日中綬章[3]
- 2007年	日本学士院賞[3]